# Sef Moonen
Jozef Maria Hubertus Antonius (Sef) Moonen (Venlo, 25 februari 1906 – Tegelen, 8 mei 1995) was een Nederlands kunstschilder.
Zijn schildertalent werd ontdekt door tekenleraar Jean Garjeanne van de Rijks HBS. Na de HBS volgde hij de opleiding Tekenen aan de Katholieke Leergangen te Tilburg en studeerde hij aan de Rijksakademie van beeldende kunsten te Amsterdam.
In 1933 was zijn studie voltooid en ging hij samen met zijn vrouw Lucie zelf lesgeven. Enkele van zijn leerlingen waren Etienne Caron, Dries Engelen, Hub Hendriks, Gertrud Januszewski, Piet Killaars, Harry op de Laak en Pierre van Soest. Van 1954 tot 1971 gaf hij bovendien tekenles aan de leerlingen van de Venlose Pedagogische Academie.
In zijn eerste schilderjaren vervaardigde hij grote doeken, op latere leeftijd kleinere, vooral stillevens en af en toe landschappen. Moonen was ook actief als beeldhouwer en ontwerper van glas-in-loodramen.
Moonen was van grote betekenis voor het Venlose culturele leven. Hij behoorde tot de oprichters van de Vrije Academie in Venlo, de Kunstkring Kyra en de Filmkring Venlo. Hij werd door het gemeentelijke Cultureel Centrum geëerd met een tentoonstelling voor zijn 65e verjaardag en van de gemeente kreeg hij de Culturele Prijs van de stad Venlo.
Moonen was sinds 1933 getrouwd met tekenares en schilderes Lucie Caroline Einthoven (Buitenzorg Batavia, 4 augustus 1910-Venlo, 1 april 1992).